# Уикипедия за мобилни телефони
„Уикипедия за мобилни телефони“ е услуга на кьолнската фирма Sevenval AG за достъп до Уикипедия и други дъщерни проекти от мобилни устройства. Услугата опростява формата на страниците (напр. премахва навигационните менюта, между-езиковите препратки и показва статията на порции) с цел оптимизация на съдържанието за малките екрани на мобилните устройства.
Проектът е осъществен в кооперация с Wikimedia Deutschland е.V. и Wikipedia Foundation.
Могат да бъдат ползвани следните функции:
- автоматично разпознаване на мобилните устройства – мобилни телефони, смартфони, персонални органайзери и PALM
- автоматична настройка и дизайн на съдържанието на страниците
- управление на статиите, включително преработка, редакция, залагане на нови статии, версии и дискусии.
- индивидуални настройки на потребителя, автоматично влизане (ако бисквитките са позволени)
- автоматично разпознаване на езика още на началната страница-директен старт на определен език с помощна представка във връзката на началната страница.

## Уапедия
Стартирана през август 2004, Уапедия прави съдържанието на Уикипедия достъпно от мобилни устройства като мобилни телефони и PDA. Тя предлага скорошна версия на всяка статия, като прилага съчетание от подобно на прокси поведение и локална база данни от статии. Това дава възможност от една страна за висока скорост и актуални статии, а от друга – за слабо натоварване и малък трафик към сървърите на Уикипедия.
Възможности:
- Дългите страници се разделят на по-малки части, за да се събират в малките екрани на мобилните телефони
- Изображенията се намаляват до резолюцията на мобилното устройство
- Собствена бърза търсачка, независима от сървърите на Уикипедия
- Поддръжка на мобилните формати WML и съвременния XHTML с автоматично откриване на най-подходящия формат за всяко устройство
- Няколко езика – нови ще бъдат добавяни при поискване.
- Показване на актуални версии на статиите
- Локална база данни позволява пълно обслужване и висока скорост, дори ако сървърите на Уикипедия не реагират или не са достатъчно бързи
- Потребителите могат да настройват размера на изображенията и други опции, като размера на началната страница